# Go Back to the Zoo
Go Back to the Zoo of GBTTZ was een Nederlandse poprockband, die actief was tussen 2008 en 2016.

## Biografie
De band werd in Nijmegen opgericht door de twee broers Teun  (gitaar) en Cas Hieltjes (zang), en drummer Bram Kniest. Nadat zij naar Amsterdam verhuisden, ontmoetten zij bassist Lars Kroon in een rij voor een concert van de Amerikaanse band The Strokes. De gebroeders Hieltjes speelden voorheen al in de band The Pax, die in 2008 uit elkaar ging.
In 2008 bracht de groep in eigen beheer een gelijknamige ep uit. Deze plaat werd geproduceerd door Torre Florim, de zanger van de eveneens in Nijmegen opgerichte band De Staat. Eind 2008 speelde de band op het Incubate festival in Tilburg. Na een optreden in het televisieprogramma De Wereld Draait Door en het gebruik van het nummer Beam me up voor een reclame van Nike, tekende de groep in 2009 een platencontract bij Universal. Later bracht Go Back to the Zoo de singles Electric en Beam me up uit. Beide singles werden verkozen tot 'single van de week' door 3VOOR12. Op 4 juni 2010 werd een derde single uitgebracht, genaamd Hey DJ. Met Electric en Hey DJ behaalde Go Back to the Zoo tweemaal een 3FM Megahit.
Het debuutalbum van de band, genaamd Benny Blisto, verscheen op 13 augustus 2010. Het behaalde de derde plaats in de Nederlandse Album Top 100 en bleef in die lijst meer dan een jaar genoteerd staan. Het album werd bekroond met een gouden plaat. Op 20 en 22 augustus 2010 speelde de band op Lowlands. De eerste keer traden ze op het Alpha-podium op als begeleidingsband van Dio, The Opposites en Flinke Namen. Op zondag gaf Go Back to the Zoo een eigen optreden in de India-tent. Het bestverkochte album op deze editie van Lowlands was Benny Blisto. Vanaf september 2010 fungeerde Go Back to the Zoo als huisband gedurende het zesde seizoen van het televisieprogramma De Wereld Draait Door. Iedere laatste vrijdag van de maand verzorgde de band de muziek in de zogeheten media-uitzending.. 
Op maandag 13 juni 2011 stond Go Back To The Zoo op het hoofdpodium van Pinkpop 2011. In oktober 2011 was de band genomineerd als "Best Dutch Act" bij de Dutch MTV Awards. Het nummer Beam me up is tevens de Californication Nederland-track. Op 6 april 2012 bracht Go Back to the Zoo hun tweede album uit, Shake a wave. Het album werd geproduceerd door JB Meijers en Dennis van Leeuwen en is onder andere tot stand gekomen in Berlijn en Frankrijk. De verschijning van Shake a wave ging gepaard met een clubtournee door heel Nederland. De Volkskrant noemde het een 'lekkere rock-'n-rollplaat'. Op 12 april 2012 won de band tijdens de 3FM Awards twee prijzen. Ze kaapten zowel de prijs voor 'Beste Band' als de prijs voor 'Beste Artiest Rock' weg. In februari 2014 verscheen het derde album: Zoo.
Op 4 januari 2016 kondigden de bandleden op hun Facebook aan dat ze gingen stoppen met Go Back to the Zoo. Ze gingen verder onder de bandnaam St. Tropez.

## Discografie

### Albums
| Album met eventuele hitnotering(en) in de Nederlandse Album Top 100 | Datum van verschijnen | Datum van binnenkomst | Hoogste positie | Aantal weken | Opmerkingen |
| ------------------------------------------------------------------- | --------------------- | --------------------- | --------------- | ------------ | ----------- |
| Benny Blisto                                                        | 13-08-2010            | 21-08-2010            | 3               | 55           | Goud        |
| Shake a Wave                                                        | 06-04-2012            | 14-04-2012            | 4               | 13           |             |
| Zoo                                                                 | 14-02-2014            | 22-02-2014            | 2               | 4            |             |

### Singles
| Single met eventuele hitnotering(en) in de Nederlandse Top 40 | Datum van verschijnen | Datum van binnenkomst | Hoogste positie | Aantal weken | Opmerkingen                 |
| ------------------------------------------------------------- | --------------------- | --------------------- | --------------- | ------------ | --------------------------- |
| Electric                                                      | 19-04-2010            | 30-01-2010            | 34              | 3            | Nr. 15 in de Single Top 100 |
| Hey DJ                                                        | 04-06-2010            | 12-06-2010            | tip2            | -            | Nr. 67 in de Single Top 100 |
| Beam Me Up                                                    | 27-09-2011            | -                     |                 |              | Nr. 82 in de Single Top 100 |
| What If                                                       | 2012                  | 14-01-2012            | tip10           | -            | Nr. 79 in de Single Top 100 |
| Charlene                                                      | 2013                  | 20-07-2013            | tip3            | -            | Nr. 96 in de Single Top 100 |